# 纪冬
纪冬（？—），男，汉族，中华人民共和国政治人物。现任国家自由式滑雪空中技巧队教练。第十四届全国政协委员。